# Pòlip
|  | Aquest article tracta sobre una de les formes dels cnidaris. Si cerqueu el creixement anormal de teixit, vegeu «pòlip (medicina)». |

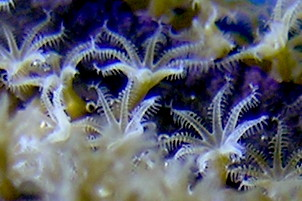
Pòlips de gorgònies en un escull d'aquari

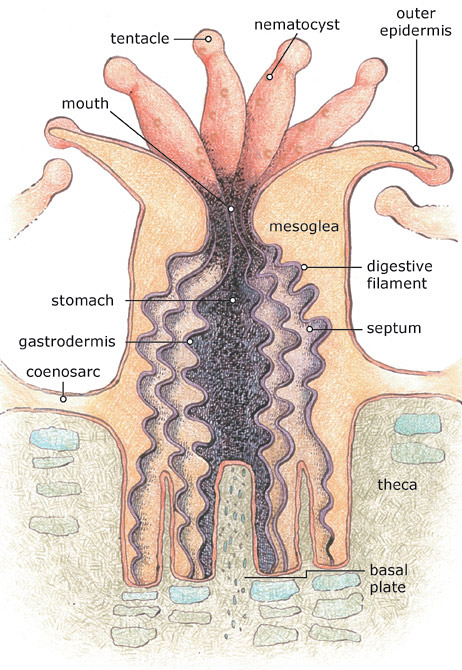
Anatomia d'un pòlip de corall

En zoologia, un pòlip (del grec antic πολύπους, 'molts peus') és una de les dues formes que presenten els individus que pertanyen al fílum dels cnidaris, en forma de sac; l'altra és la medusa, en forma de campana. Són de forma cilíndrica i elongats en la direcció de l'eix del cos. En els pòlips solitaris, l'extrem aboral (oposat a la boca) es troba unit al substrat per mitjà d'un rizoide en forma de disc anomenat disc podal (o plata basal); en colònies de pòlips, però, es troba connectat a altres pòlips, directament o indirecta. L'extrem oral conté la boca i es troba envoltat per un petit cercle de tentacles que, en la majoria de casos, posseeixen cèl·lules urticants, anomenades nematocists, per atrapar preses o defensar-se'n.